# Genypterus blacodes
La  rosada o congrio dorado (Genypterus blacodes) es una especie de ofídido que se encuentra en los océanos alrededor de Australia del sur, Chile, Brasil, y de Nueva Zelanda excepto en la costa del este de Northland, en profundidades de 22 a 1000 metros.  Su longitud es de hasta 200 centímetros  y viven hasta treinta años.
En la expedición de más de un mes de NORFANZ 2003, que examinaba la biodiversidad del monte submarino y las pendientes del Norfolk Ridge, cerca de Nueva Zelanda, se recolectó un espécimen que pesaba 6,3 kg.